# Organización Internacional de Radio y Televisión

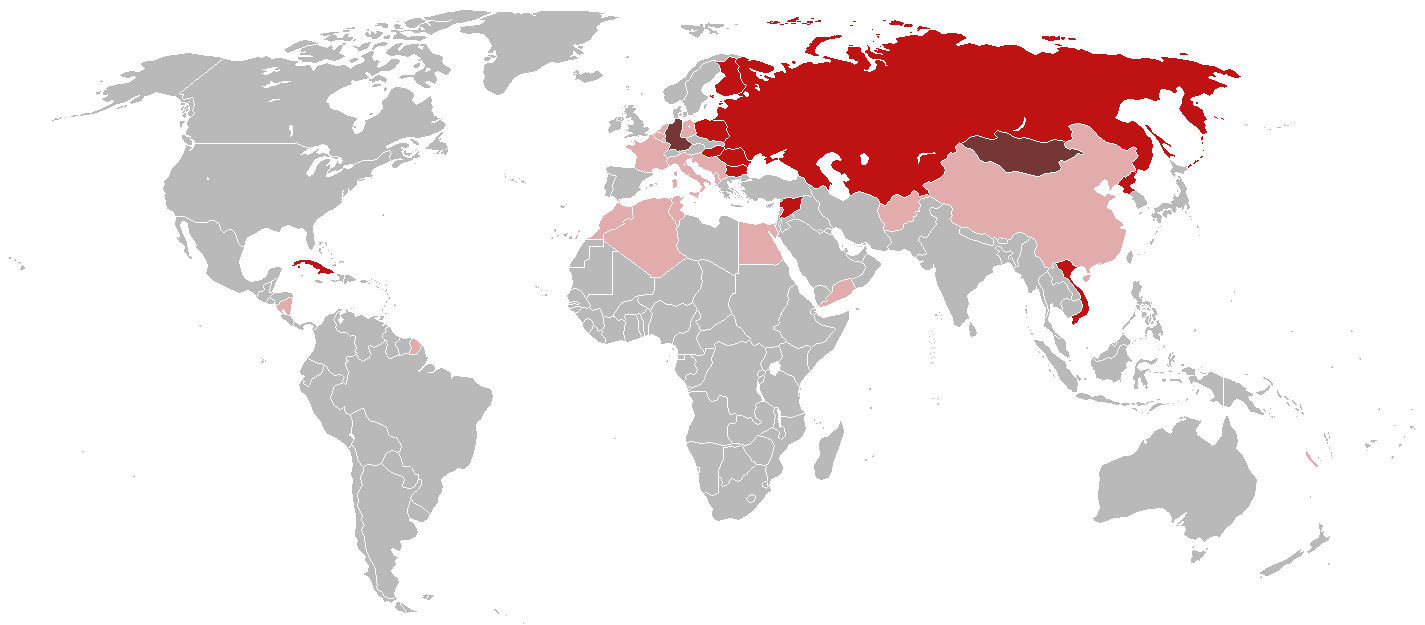
Países miembros de la OIRT.
Miembros al momento de la disolución (1993)
Miembros que fueron parte en algún momento previo a su disolución
Miembros asociados

La Organización Internacional de Radio y Televisión (OIRT, del francés Organisation Internationale de Radiodiffusion et de Télévision) era una red de radio y televisión de Europa del Este creada con el fin principal de intercambiar producciones entre sus miembros. Hasta 1960 fue conocida como Organización Internacional de Radiodifusión (Nombre oficial en francés: Organisation Internationale de Radiodiffusion (OIR)).

## Historia
Sin la participación británica, 26 miembros fundaron la OIR el 28 de junio de 1946. Al día siguiente, en la Asamblea General de la Unión Internacional de Radiodifusión (IBU), se intentó disolver este órgano, pero la moción no consiguió la mayoría requerida. Sin embargo, 18 de los 28 miembros existentes dejaron la IBU y se convirtieron en cofundadores de la nueva OIR.
En 1946, la recién creada OIR se instaló en el edificio de la IBU en Bruselas. La actividad técnica fue retomada bajo la autoridad de dos directores, uno delegado por la Unión Soviética y el otro por Francia. Sin embargo, la situación política se degradó gradualmente hasta convertirse en la Guerra Fría, lo que generó una inquietante situación de desconfianza en el personal del Centro Técnico.
En 1950 algunos miembros (en su mayoría europeos occidentales) abandonaron la organización para formar la nueva Unión Europea de Radiodifusión (EBU/UER), entre ellos Bélgica, Egipto, Francia, Italia, Líbano, Luxemburgo, Mónaco, Marruecos, Países Bajos, Túnez y Yugoslavia.
Las organizaciones de radiodifusión de los siguientes países siguieron siendo miembros: Albania, Bulgaria, Checoslovaquia, Finlandia (también miembro de la EBU/UER), Alemania Oriental, Hungría, Polonia, Rumania, Siria y la Unión Soviética.
Como consecuencia, la sede del OIR y su Centro Técnico fueron trasladados de Bruselas a Praga en 1950. Los funcionarios de Bélgica y otros países occidentales, algunos de los cuales ya habían estado activos antes de la guerra, permanecieron en Bruselas y el centro se convirtió en el centro técnico de la nueva EBU/UER.
A diferencia de la EBU/UER, la OIRT no se limitaba a los países europeos y mediterráneos y ha estado operando desde su creación como una organización global. Miembros de la organización incluyeron países alineados con el bloque del Este, como Cuba, Vietnam, China y Corea del Norte (aunque la membresía de este último fue temporalmente inactiva después de su ruptura con la URSS), así como los aliados de la URSS temporalmente liderados por partidos comunistas, como Nicaragua y Afganistán.
El 1° de enero de 1993, dos años después de la disolución de la Unión Soviética, la OIRT se fusionó con la Unión Europea de Radiodifusión.

## Intervisión

Uno de varios logotipos usados por la red de Intervisión. Este viene de la Unión Soviética.

La red de televisión de OIRT se estableció en 1960 y se llamó Intervision (Интервидение en ruso, Интервизия en búlgaro, Interwizja en polaco, Intervize en checo, Intervízió en húngaro, Intervisio en finlandés).
Entre 1977 y 1980 la OIRT organizó cuatro ediciones del Festival Intervisión de la Canción en la ciudad polaca de Sopot, en un intento de imitar el Festival Eurovisión de la Canción.

## Miembros

### Miembros activos
| País                                           | Organismo                                                                | Año de ingreso | Año de salida |
| ---------------------------------------------- | ------------------------------------------------------------------------ | -------------- | ------------- |
| Afganistán                                     | Radio Television Afganistán (RTA)                                        | 1978           | 1992          |
| Albania                                        | Radio Televizioni Shqiptar (RTSH)                                        | 1946           | 1961          |
| Alemania Oriental                              | Rundfunk der DDR                                                         | 1951           | 1990          |
| Alemania Oriental                              | Deutscher Fernsehfunk (DFF)                                              | 1952           | 1990          |
| Argelia                                        | Radiodiffusion télévision algérienne (RTA)                               | 1962           | 1970          |
| Bélgica                                        | Institut national de radiodiffusion (INR)                                | 1946           | 1950          |
| Nationaal Instituut voor de Radio-omroep (NIR) | 1946                                                                     | 1950           |               |
| Bielorrusia                                    | Belaruskaja Tele-Radio Campanija (BTRC)                                  | 1991           | 1993          |
| Bulgaria                                       | Bălgarsko Nationalno Radio (BNR)                                         | 1946           | 1993          |
| Bulgaria                                       | Bălgarska Nationalna Televizija (BNT)                                    | 1959           | 1993          |
| Checoslovaquia                                 | Československý rozhlas (ČSR)                                             | 1946           | 1992          |
| Checoslovaquia                                 | Československá televize (ČST)                                            | 1957           | 1992          |
| China                                          | Radio Peking                                                             | 1952           | 1961          |
| China                                          | Beijing Television                                                       | 1958           | 1961          |
| Corea del Norte                                | Comité Central de Radiodifusión Coreana (KCBC)                           | 1953           | 1993          |
| Cuba                                           | Instituto Cubano de Radio y Televisión (ICRT)                            | 1962           | 1993          |
| Egipto                                         | ERTU                                                                     | 1946           | 1950          |
| Estonia                                        | Eesti Rahvusringhääling                                                  | 1991           | 1993          |
| Estonia                                        | Eesti Televisioon (ETV)                                                  | 1991           | 1993          |
| Finlandia                                      | Yleisradio (YLE)                                                         | 1946           | 1993          |
| Francia                                        | Radiodiffusion Française (RDF) Radiodiffusion-Télévision Française (RTF) | 1946           | 1950          |
| Hungría                                        | Magyar Rádió (MR)                                                        | 1946           | 1993          |
| Hungría                                        | Magyar Televízió (MTV)                                                   | 1952           | 1993          |
| Italia                                         | RAI-Radiotelevisione Italiana                                            | 1946           | 1950          |
| Letonia                                        | Latvijas Radio (LR)                                                      | 1991           | 1993          |
| Letonia                                        | Latvijas Televīzija (LTV)                                                | 1991           | 1993          |
| Líbano                                         | Télé Liban                                                               | 1946           | 1950          |
| Lituania                                       | Lietuvos nacionalinis radijas ir televizija (LRT)                        | 1991           | 1993          |
| Luxemburgo                                     | Compagnie luxembourgeoise de radiodiffusion (CLR)                        | 1946           | 1950          |
| Marruecos                                      | Société Nationale de Radiodiffusion et de Télévision (SNRT)              | 1946           | 1950          |
| Moldavia                                       | Teleradio Moldova (TRM)                                                  | 1991           | 1993          |
| Mónaco                                         | Radio Monte Carlo (RMC)                                                  | 1946           | 1950          |
| Nicaragua                                      | Sistema Sandinista de Televisión (SSTV)                                  | 1984           | 1990          |
| Países Bajos                                   | Nederlandse Radio Unie (NRU)                                             | 1946           | 1950          |
| Polonia                                        | Polskie Radio                                                            | 1946           | 1993          |
| Polonia                                        | Telewizja Polska (TVP)                                                   | 1952           | 1993          |
| Rumania                                        | Societatea Română de Radiodifuziune                                      | 1946           | 1993          |
| Rumania                                        | Televiziunea Română (TVR)                                                | 1956           | 1993          |
| Rusia                                          | Radio Dom Ostankino: - Radio Mayak - Radio Orpheus - La Voz de Rusia     | 1991           | 1993          |
| Rusia                                          | Kanal Ostankino                                                          | 1991           | 1993          |
| Rusia                                          | RossijskoeTeleradio                                                      | 1991           | 1993          |
| Siria                                          | Organisme de la Radio-Télévision Arabe Syrienne (ORTAS)                  | 1946           | 1993          |
| Túnez                                          | Radio Tunis                                                              | 1946           | 1950          |
| Ucrania                                        | Natsionalna Radiokompanya Ukraïny (NRU)                                  | 1991           | 1993          |
| Ucrania                                        | Natsionalna Telekompaniya Ukraïny (NTU)                                  | 1991           | 1993          |
| Unión Soviética                                | Vsesoyuznoye radio                                                       | 1946           | 1991          |
| Unión Soviética                                | Tsentral'noye televideniye SSSR                                          | 1946           | 1991          |
| Vietnam                                        | Voice of Vietnam                                                         | 1956           | 1993          |
| Vietnam                                        | Vietnam Television (VTV)                                                 | 1976           | 1993          |
| Yemen del Sur                                  | Aden Radio                                                               | 1971           | 1990          |
| Yemen del Sur                                  | Yemen TV                                                                 | 1971           | 1990          |
| Yugoslavia                                     | Jugoslovenska Radio-Televizija (JRT)                                     | 1946           | 1950          |

### Miembros asociados
| País                | Organismo                                                                                             | Año de ingreso | Año de salida |
| ------------------- | --- | -------------- | ------------- |
| Alemania Occidental | Arbeitsgemeinschaft der öffentlich-rechtlichen Rundfunkanstalten der Bundesrepublik Deutschland (ARD) | 1988           | 1993          |
| Alemania Occidental | Zweites Deutsches Fernsehen (ZDF)                                                                     | 1988           | 1993          |
| Mongolia            | Mongolian National Broadcaster (MNB)                                                                  | 1967           | 1993          |